# Андреев, Андрей (кинорежиссёр)
Андрей Андреев (09 [21] января 1887 — 2 февраля 1966) (по другим данным, 13 марта 1967) — российский кинорежиссёр и художник-декоратор.

## Биография
Учился в Москве архитектуре. С 1916 года работал художником-декоратором в Художественном театре.
В 1915—1918 годах поставил 6 салонных мелодрам, одна из которых («Записки свободной женщины») была запрещена цензурой и вышла в 1917 году. 2 фильма снял по произведениям А. Вербицкой — «Андрей Тобольцев» по роману «Дух времени» и «Чья вина?». Фильмы эти, по-видимому, были уровня ниже среднего; единственный сохранившийся, хоть и частично, фильм «Андрей Тобольцев» вызвал категорически отрицательные суждения критики, однако в своё время пользовался большим успехом.
Эмигрировал, работал в кино в Германии, Франции, Великобритании, США. Был художником в фильме «Раскольников» (1923) немецкого режиссёра-экспрессиониста Роберта Вине, а также «Дон Кихоте» (1933) режиссёра Георга Вильгельма Пабста, где в главной роли сыграл Фёдор Шаляпин.
Андрей Андреев умер от естественных причин в Лоудуне, к югу от Парижа, 2 февраля 1966 года.

## Фильмография

### Режиссёр
- 1915 — Андрей Тобольцев (сохранился не полностью)
- 1915 — Записки свободной женщины (не сохранился)
- 1916 — Любовь была его святыней (не сохранился)
- 1916 — Маска души (не сохранился)
- 1916 — Чья вина? (не сохранился)
- 1918 — Вино любви (не сохранился)

### Художник
- 1923 — Раскольников
- 1929 — Ящик Пандоры
- 1934 — Волга в пламени
- 1933 — Дон Кихот[нем.] (режиссёр Георг Вильгельм Пабст, в гл. роли Фёдор Шаляпин)
- 1936 — Тарас Бульба
- 1937 — Крепость тишины